# Алдошин, Виктор Павлович
Виктор Павлович Алдошин (род. 8 августа 1960) — украинский актёр театра и кино, актёр Национального академического театра русской драмы имени Леси Украинки (Киев). Народный артист Украины (2014).

## Биография
Родился 8 августа 1960 года.
В 1984 году окончил Киевский институт театрального искусства имени Карпенко-Карого.
В 1984—1999 годах — актёр кировоградского областного украинского музыкально-драматического театра имени М. Кропивницкого.
С 1999 года — актёр Национального академического театра русской драмы имени Леси Украинки (Киев).

## Творчество

### Роли в театре
Спектакли текущего репертуара
Национального академического театра русской драмы имени Леси Украинки
- «Везде один…» (от имени Тараса Шевченко)
- «Вишнёвый сад» (Симеонов-Пищик Борис Борисович, помещик)
- «Деревья умирают стоя» (Пастор)
- «Настоящий мужчина в начале тысячелетия…» (Отец)
- «Нахлебник» (Иван Кузьмич Иванов, другой сосед; Василий Семёныч Кузовкин, дворянин, проживающий на хлебах у Елецких)
- «Слишком счастливый отец» (Папаша)
- «Требуется лжец!» (Теофилос Ферекис, депутат)
- «Школа скандала» (Кейрлесс)

Театральные работы
- «Чуть мерцает призрачная сцена… (Юбилей. Юбилей? Юбилей!)» (2011)
- «Дон Кихот 1938 г.» (2006)
- «Весь Шекспир — за один вечер» (2005)
- «Маскарад» (2004)
- «Волки и овцы» (2003)
- «Новогодние сюрпризы» (2003)
- «Лулу. История Куртизанки» (2002)
- «И всё это было… И всё это будет» (2002)
- «Месть по-итальянски» (2000)
- «Блоха в ухе» (1998)

### Фильмография
- 2014 — «Так далеко, так близко» — Григорий Тихонович, свёкор Насти
- 2012 — «Пять лет и один день»
- 2011 — «Возвращение Мухтара-7» (серия 50 «Живая мишень») — Ковалёв
- 2010 — «Маршрут милосердия»
- 2010 — «1942»
- 2008 — «Безумный ноябрь» — номинант
- 2007 — «Возвращение Мухтара-4» (серия 28 «Практическая магия») — Санин
- 2006 — «Девять жизней Нестора Махно»

## Награды
- Заслуженный артист Украины (23.03.1998)[1].
- Народный артист Украины (07.11.2014)[2].